# ویکتوری لیکس (نیوجرسی)
ویکتوری لیکس (به انگلیسی: Victory Lakes) یک منطقهٔ مسکونی در ایالات متحده آمریکا است که در Monroe Township واقع شده‌است. ویکتوری لیکس ۶٫۵۲۹ کیلومتر مربع مساحت و ۲٬۱۱۱ نفر جمعیت دارد و ۴۰ متر بالاتر از سطح دریا واقع شده‌است.